# قضية باتو سفس
صموئيل «باتو» سفس (بالعبرية: באטו ספז‏) كان شابًا يهوديًا تونسيًا عمل كسائق عربة مع نسيم شمامة، وهو القائد أو الزعيم المعترف به رسميًا في المجتمع اليهودي في تونس. كان إعدامه بسبب التجديف في عام 1857 حالة اختبار لمكانة اليهود والمسيحيين في تونس ولمطالبة القوى الأوروبية بممارسة الولاية القضائية على غير المسلمين في البلاد. تسببت هذه القضية في حادثة دبلوماسية دولية وأدت إلى منح أول ضمان تونسي لحقوق متساوية لجميع المواطنين، بغض النظر عن عقيدتهم.

## الخلفية

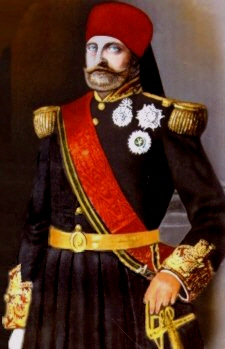
محمد بك (باي تونس، تونس)

في عام 1855، ألغى الحاكم الجديد لتونس محمد باي بن حسين العديد من القيود البسيطة التي كانت قد تجاوزت في السابق على حياة اليهود. كما قام بتعيين نسيم شمامة كمستقبل عام للشؤون المالية. في ذلك الوقت، كانت العلاقات بين تونس والقوى الأوروبية تحكمها عمليات الاستسلام، والتي منحت الرعايا الأوروبيين خارج الحدود الإقليمية، واستثنائهم من المحاكم التونسية. سمح الاستسلام للقوى الأوروبية بتوسيع نطاق حمايتها ودرعها خارج الحدود الإقليمية للعاملين من أجلها، لكن بايات تونس سعوا إلى الحد من ذلك بصورة ضيقة. وهكذا، رفض حمودة باشا (1782–1814) الاعتراف بتسجيل يهودي توسكاني من ليفورنو كان قد استقر في تونس كأحد رعايا الفرنسيين. لقد قال إن يهود ليفورنو الذين أتوا إلى تونس منذ عدة أجيال كانوا من رعاياه ولم يكن لهم الحق في الحماية كما لو كانوا فرنسيين. ومع ذلك، تنص معاهدة الاستسلام لعام 1824 بين فرنسا وتونس على أن العملاء اليهود في خدمة فرنسا سيستمرون في الاستفادة من تلك الامتيازات التي تم تحديدها في الاستسلام السابق للموانئ التونسية. كان مدى قدرة فرنسا على حماية يهودي تونسي من خلال حمايته من العدالة التونسية في قلب قضية باتو سفس. وبما أن سفس كان تونسي المولد، فلم يكن يحق له الحصول على الحماية القنصلية.

## الاعتقال والمحاكمة والإعدام
في عام 1856، كان سفس يقود عربة سيده عبر شوارع تونس المزدحمة عندما دهس وقتل طفلًا مسلمًا. في المشاجرة التي تلت ذلك، يبدو أنه أهان الإسلام، وهو أمر اعتبر بمثابة جريمة كبرى. كان هناك الكثير من الشهود الذين سمعوا سفس يلعن خصمه ودينه، والذين شهدوا أيضًا أنه كان مخمورًا وقت وقوع الحادث. ومع إقامة دعوى قضائية، عرضت الجالية اليهودية مبلغًا كبيرًا جدًا من المال لتأمين إطلاق سراح سفس. ومع ذلك، كان شمامة قد أثار استياء الباي من قبل بالضغط عليه للتعامل مع قضية مسلم قتل يهوديًا. كما قد أدى هذا، قبل أيام قليلة من اعتقال باتو سفس، إلى نتفيذ إعدام المسلم الذي لا يحظى بشعبية. ونتيجة لذلك، لم ينجح تمثيله في الباي نيابة عن موظفه، وبدلًا من ذلك طلب الدعم من القنصلين الفرنسي والبريطاني. ومع ذلك، أصدر محمد بك أمر الإعدام في نفس اليوم الذي أصدرت فيه المحكمة حكمًا بالذنب، وتم قطع رأس سفس في 24 يونيو 1857. ثم رُكل رأسه في المدينة ثم حطم بالحجارة كما رفضت السلطات الإفراج عن جثته لدفنه بطريقة يهودية مناسبة.

في مقابلة مع القنصل وود بعد أسابيع قليلة من إعدام سفس، علق محمد بك: 
 "إذا كان دخول الابتكارات والإصلاحات السريع قد أثار مخاوف من أن ديننا في خطر، فإن الشعب سوف ينتفض وستسقط حكومتي ... لقد كنت ملزمًا بالتقيد بقرار الشرع (كذا) (الشريعة الإسلامية). لو رفضت القيام بذلك، فإن العواقب الفورية ستكون كارثية أكثر. قام عدة مئات من المغاربة الذين يعيشون في حي باب سويقة بتسليح أنفسهم وكانوا مستعدين، عند أي تردد من جانبي لتنفيذ العقوبة، لمهاجمة اليهود والمسيحيين، الذين اتخذ مائتان أو ثلاثمائة منهم إجراءات لحمايتهم. هل كان من المبرر أن أواجه مثل هذا الخطر وأن أعرّضهم ونفسي لهذه الكارثة الرهيبة؟ في حالة المسلم (كذا) الذي أدين بتهمة التجديف، فهو يكن قريب لي مجبرًا من العلماء والشعب على معاقبة الجملة والتضحية بالتجديف من أجل تجنب التمرد وسفك دماء الآلاف؟ ومع ذلك، لمدة ستة أيام وليال، قمت أنا ووزيري بتدوين الأمر في أذهاننا على أمل إيجاد وسيلة لإنقاذ حياة المتهم دعوت الله، الذي سيحكم علي فيما بعد، ليشهد، كنت سأدخر لو كان الأمر في قوتي. 

## رد الفعل الدولي

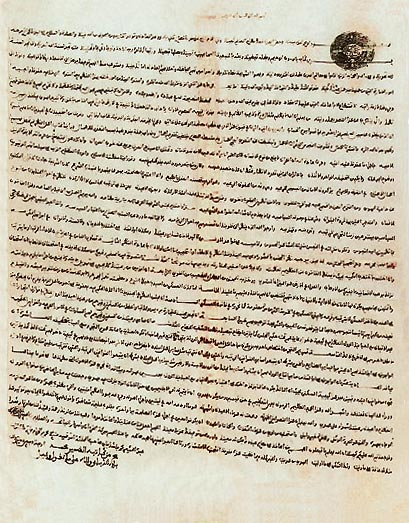
الصفحة الأولى من 1857 عهد الأمان

أقلقت هذه الأحداث بشدة كل من الجالية اليهودية المحلية وكذلك رجال الأعمال الأوروبيين والقنصلين الفرنسي والبريطاني، ليون روش وريتشارد وود. أرسلت الطائفتان اليهودية والمسيحية وفدًا إلى الإمبراطور الفرنسي نابليون الثالث لحثه على التدخل ضد الخطر الذي يواجهانه. ردًا على ذلك، أرسلت فرنسا سربًا بحريًا مؤلفًا من تسع سفن وسبعمائة مدفع إلى حلق الوادي للإصرار على أن يعتمد محمد بك على الفور سلسلة من الإصلاحات على غرار التنظيمات العثمانية.
ولذلك وافق محمد بك على ما أصبح يعرف باسم عهد الأمان أو تعهد الأمن الذي صاغه أحمد بن أبي الضياف، في 10 سبتمبر 1857. كفل الميثاق أمن الناس في حياتهم وممتلكاتهم، والمساواة في الضرائب (وبالتالي إلغاء ضريبة الجزية التمييزية ضمنيًا المفروضة على غير المسلمين)، والحرية الدينية والمساواة أمام القانون. كما سمح للأجانب بتملك الأراضي والمشاركة في جميع أنواع الأعمال وإنشاء محاكم تجارية منفصلة. 

## الروايات المتغيرة
تشير بعض الروايات إلى أن الرواية المقبولة عمومًا أعلاه غير كاملة، كما أنها تضيف تفاصيل قد لا تكون لها مصادر موثوقة. وتشمل هذه، على سبيل المثال، أن المشاجرة بين باتو سفس قد اندلعت في حانة وليس في شارع، حيث كان هو وعدد من المسلمين يشربون. تزعم رواية أخرى أن الجالية اليهودية اضطرت إلى شراء رأسه، بعد إعدامه، حيث كان يلعب به المسلمين كرة القدم. عناك سبب آخر أن إعدام سفس كان على يد الغوغاء بدلًا من إعدامه بأمر من المحكمة. تحذف بعض الروايات أيضًا التفاصيل التي تفيد بأن أصل المشاجرة كان قتل طفل مسلم. يزعم أحد المصادر أن سبب التدخل الفرنسي كان أن سفس فرنسيًا.

## روابط خارجية
- عهد الأمان (pdf، النص باللغة الفرنسية)
- مقالة باللغة العربية حول عقوبة الإعدام في تونس وكيف كانت قضية باتو سفس مرحلة في طريق إلغائها
- صورة للاستشارات البريطانية، السير ريتشارد وود